# Leisure Suit Larry 6: Shape Up or Slip Out!
Leisure Suit Larry 6: Shape Up or Slip Out! es el quinto juego en la serie de Leisure Suit Larry  de aventuras gráficas distribuidas por Sierra Entertainment. Originalmente desarrolladas para DOS, un remake fue producido en CD-ROM tras un año de su lanzamiento. La versión expandida del videojuego ofrecía gráficos mejorados y diálogos hablados, por primera vez en la serie. Ambas versiones utilizan una interfaz por medio de íconos similar a otros videojuegos de Sierra de ese tiempo, pero a diferencia de los otros juegos, la barra de íconos se encuentra visible todo el tiempo.
La historia continua explotando al protagonista de la serie Larry Laffer, quien ha ganado un viaje gratis a un spa de lujo lleno de mujeres. A diferencia del juego anterior, es posible que Larry muera de muchas maneras, aunque el tradicional humor negro es bajado de tono.

## Argumento
Larry Laffer se encuentra otra vez soltero al inicio del juego, y su esposa Patti ha sido puesta fuera de la serie gracias a una continuidad retroactiva. Tras competir en un programa de televisión de citas llamado "Stallions", Larry gana un viaje con todos los gastos pagados a La Costa Lotta, un spa de salud refinado. Debido a status de huésped sin pagar, es tratado de manera ruda por los empleados y se le da el peor cuarto en las instalaciones. Como tal, ninguna de las mujeres disponibles en el resort quiere tener algo que ver con Larry, aunque es posible hacerles cambiar de opinión con los regalos adecuados.
Las nueve posibles candidatas incluyen a Gammie, una recepcionista cuya esbelta parte superior del cuerpo contrasta con una enorme parte inferior; Rose, una belleza española; Thunderbird, una levantadora de pesas; Char, quien pasa la mayor parte del tiempo en un baño de lodo; Burgundy, una cantante de música country que actúa en el bar; Cavaricchi,  una instructora bisexual de aerobics; Shablee, una artista del maquillaje; Merrylin una belleza pecosa y pelirroja adicta al puenting y Shamarra Payne, una seguidora deprimida del New Age.

## Curiosidades
- Los nombres de las mujeres que aparecen a lo largo del juego hacen referencias a diferentes clases de vino.